# هرمز (دبیر)
هرمز (پارسی میانه: Hormezd) یکی از دبیران شاهنشاهی ساسانی در سده سوم میلادی در زمان حکومت شاپور یکم بود.

## زندگی

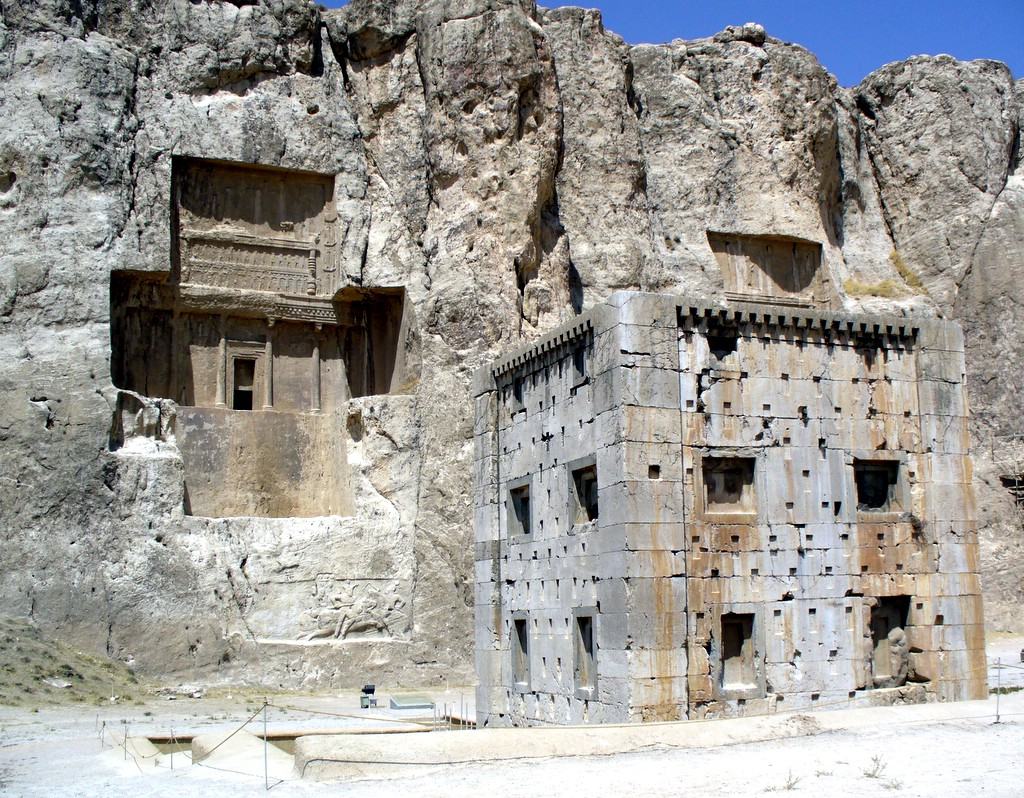
کعبه زرتشت، جایی که سنگ‌نوشته شاپور یکم حک شده‌است

از او در سنگ‌نوشته شاپور یکم بر کعبه زرتشت به عنوان هرمز پسر سیلگ دبیر و نویسندهٔ سنگ‌نوشته از طرف شاهنشاه یاد شده‌است. اطلاعات دیگری از زندگی او در دست نیست.